# Kungsgatan, Uppsala

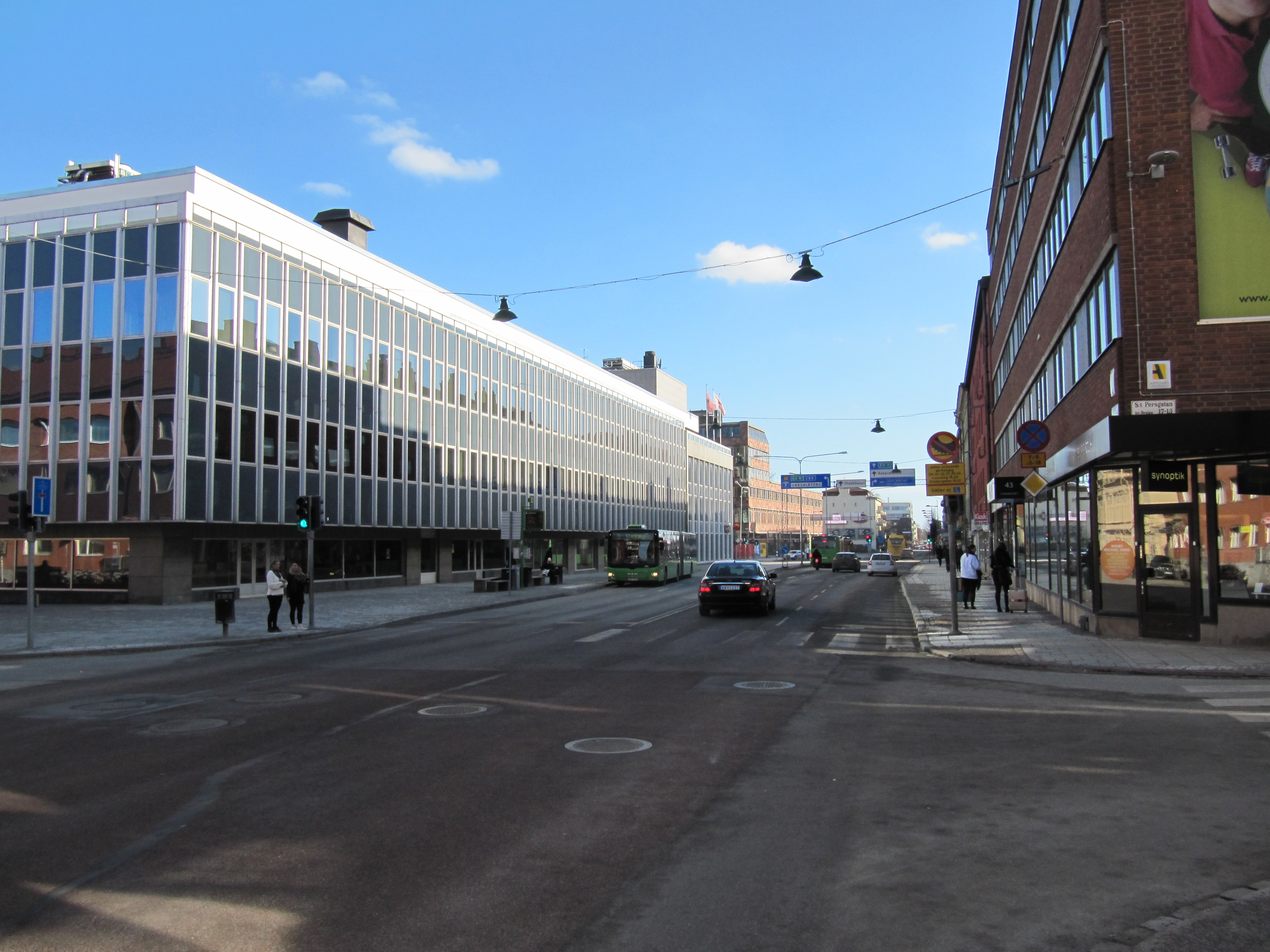
Kungsgatan vid korsningen mot S:t Persgatan

Kungsgatan är en trafikerad gata i centrala Uppsala. Den går från Spårvinkeln, på gränsen till Svartbäcken, från nordväst mot sydost, till Kungsängsleden. Drottninggatan har vid den tänkta korsningen med Kungsgatan bytt namn till Vaksalagatan. Gatan går mellan järnvägen och Fyrisån, parallellt med de båda. 
Kungsgatan bildade tillsammans med Strandbodgatan, Kyrkogårdsgatan och Skolgatan gränsen för den stadskvadrat som utgjorde staden från och med stadsplanen 1643 fram till slutet av 1800-talet. Längs dessa gränsgator byggdes en sammanhängande rad av sädeslador som utgjorde stadens gränser gentemot den kringliggande landsbygden. På kartor från 1600- och 1700-talet refereras därför samtliga av dessa stadsgränsgator till som Ladugatan. Längs den nuvarande Kungsgatan löpte sedan stadsplanen 1643 det så kallade stadsdiket, varför gatan under 1850-talet började kallas för Stadsdiksgatan. 
Efter att Uppsala centralstation uppförts vid gatan år 1866, och en ny järnväg dragits längs gatan, fick Kungsgatan sitt nuvarande namn. Vid det laget hade den större delen av det gamla stadsdiket tagits bort.

## Kända byggnader och platser längs Kungsgatan
- Mikaelskyrkan – Skolgatan 26
- Gamla Missionskyrkan – Kungsgatan 16
- Raoul Wallenbergskolan, tidigare Balderskolan - Kungsgatan 18
- Nannaskolan – Kungsgatan 22
- Svenska kyrkans mission – Kungsgatan 28[2]
- S:t Johannis kyrka – Kungsgatan 30
- Kvarteret Svanen
- Stadshuset, Uppsala
- Uppsala stadsteater
- Uppsala centralstation
- Lindvalls kaffe